# Hrabstwo Roosevelt (Montana)
Hrabstwo Roosevelt  (ang. Roosevelt County) – hrabstwo w stanie Montana w Stanach Zjednoczonych. Obszar całkowity hrabstwa obejmuje powierzchnię 2369,65 mil² (6137,36 km²). Według szacunków United States Census Bureau w roku 2009 miało 10 303 mieszkańców. Jego siedzibą jest Wolf Point.
Hrabstwo powstało w 1919 roku.

## Miasta
- Bainville
- Brockton
- Culbertson
- Froid
- Poplar
- Wolf Point